# Kalisz (województwo mazowieckie)
Kalisz – wieś sołecka w Polsce położona w województwie mazowieckim, w powiecie ciechanowskim, w gminie Regimin.
Wieś szlachecka położona była w drugiej połowie XVI wieku w powiecie ciechanowskim ziemi ciechanowskiej. W latach 1975–1998 miejscowość administracyjnie należała do województwa ciechanowskiego. 15 lutego 2002 będący dotychczasową częścią wsi Radzymin został zlikwidowany jako osobna miejscowość.